# Степанов, Григорий Алексеевич
Григорий Алексеевич Степанов (27 ноября 1897, Звад, Санкт-Петербургская губерния — 5 июня 1963, поезд Ленинград — Москва) — советский военачальник. Генерал-лейтенант (4.06.1940).

## Биография
Кроме Григория, в семье было ещё три брата и приемная сестра. Григорий закончил три класса земской школы, но в 1908 году, после того, как его отец, Алексей Степанович Степанов, умер от пьянства, бросил школу и стал общественным пастухом, а также работал батраком у торговца из соседнего села Вшели. В канун войны занялся отхожим промыслом, а затем уехал в Санкт-Петербург, где сначала работал чернорабочим, а потом молотобойцем в Ортопедическом институте.
В мае 1916 года призван в Русскую императорскую армию и направлен служить в 172-й запасной полк, расположенный в Вильманстранде, а в августе отобран в учебную команду, после обучения в которой стал унтер-офицером. За выступление против Временного правительства в июне 1917 года на митинге в Петрограде был арестован на 12 суток. В конце августа в составе маршевого батальона отправлен на фронт под Ригу, в 37-й Туркестанский стрелковый полк 12-й армии. После развала фронта вернулся в родную деревню.
В августе 1918 года мобилизован в Красную Армию, отправлен в Петроград и зачислен в отдельный Василеостровский батальон 1-го Рязанского стрелкового полка. В том же году вступил в РКП(б). В 1919 году, будучи помощником командира роты Новгородского полка обороны, избран делегатом VII съезда Советов. Затем в качестве помощника командира 54-го стрелкового полка воевал на Западном фронте. В бою под Гродно был ранен и контужен. После выздоровления стал слушателем Высших военных курсов Западного фронта, расположенных в Смоленске. За героизм, проявленный при подавлении Кронштадтского восстания, был награждён орденом Красного Знамени.
В октябре 1921 года переведён на службу в пограничные войска, стал командиром пограничной роты в Сестрорецке. Менее чем через месяц был переведен на ту же должность в Усть-Лугу и вскоре женился. В 1922 году назначен комендантом пограничного участка под Кингисеппом, на разъезд Сала, затем командовал маневренной группой пограничного отряда там же.
С 1928 года учился в Высшей пограничной школе ОГПУ СССР, а с октября 1929 года — в Военной академии РККА имени М. В. Фрунзе. Во время учёбы входил в состав центрального партийного бюро академии, а также являлся ответственным редактором органа академии «Фрунзевец-ударник».
После окончания академии в мае 1931 года назначен начальником 42-го Джебраильского пограничного отряда на персидской границе. Через некоторое время стал членом исполкома Нагорно-Карабахской автономной области. В начале 1932 года под непосредственным руководством Степанова была ликвидирована опасная сарыкская банда Абдуллы Искандера-оглы.

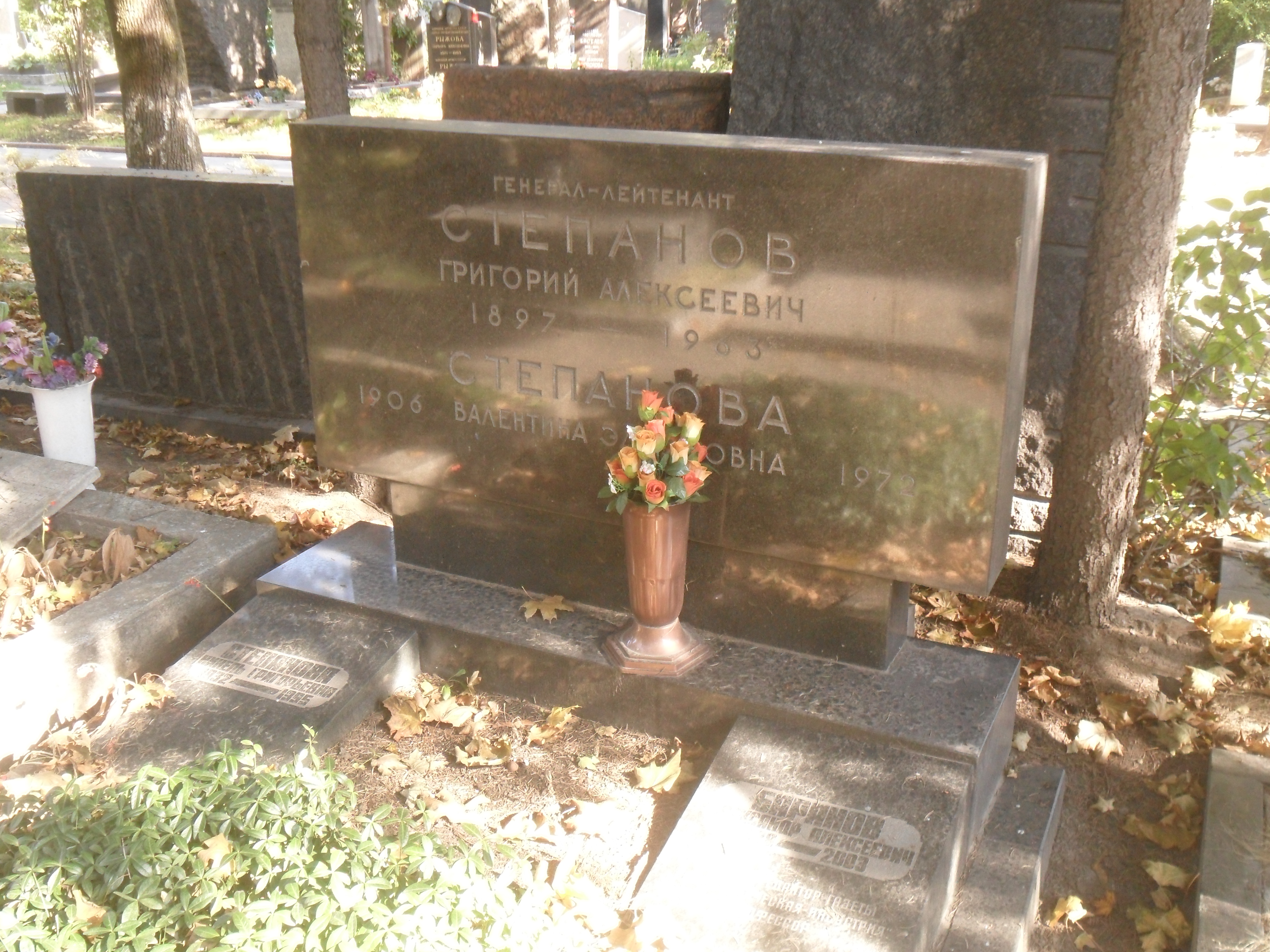
Могила Степанова на Новодевичьем кладбище Москвы.

После этого в том же 1932 году переведен в Москву на должность помощника начальника отдела боевой подготовки Главного управления пограничной охраны и войск ОГПУ при СНК СССР. С 1935 года — начальник 3-й пограничной школы связи НКВД имени В. Р. Менжинского в Москве. В 1938 году возглавил командный отдел Главного управления пограничных и внутренних войск НКВД СССР.
В марте 1939 года назначен начальником управления пограничных войск Ленинградского округа. В период советско-финской войны служил помощником командующего 7-й армией по охране тыла. За мужество и героизм, проявленные в боях с белофиннами, получил второй орден Красного Знамени.
Во время Великой Отечественной войны с 27 июня 1941 года — начальник войск НКВД по охране тыла Северного (с 23 августа 1941 года — Ленинградского) фронта, с 30 августа — командующий внутренней обороной и начальник Ленинградского гарнизона. Одновременно заместитель начальника УНКВД по Ленинградской области — начальник Управления милиции. С апреля 1943 года — вновь начальник войск НКВД по охране тыла Ленинградского фронта.
В октябре 1944 года вернулся на должность начальника управления пограничных войск НКВД (с 1946 — МВД СССР, с 1949 — МГБ СССР) Ленинградского округа.
В июле 1950 года освобожден от должности, находился в распоряжении министра государственной безопасности СССР. В июне 1951 года уволен в запас по болезни.
Скончался в поезде «Ленинград — Москва» в пути следования. Похоронен в Москве на Новодевичьем кладбище (8 уч. 29 ряд).

## Воинские звания
- полковник (23.12.1935)
- комбриг (17.03.1938)
- комдив (29.02.1940)
- генерал-лейтенант (4.06.1940)

## Награды
- 2 ордена Ленина (21.04.1943, 21.02.1945),
- 3 ордена Красного Знамени (1921, 7.04.1940, 3.11.1944),
- орден Кутузова 2-й степени (5.10.1944)
- орден Богдана Хмельницкого 1-й степени (29.06.1945)
- медали.

### Семья
- Жена — Валентина Эдуардовна Степанова (1906—1972),
  - дочь — Нинель Григорьевна Степанова (1932—1995).